# Johannes von Holst

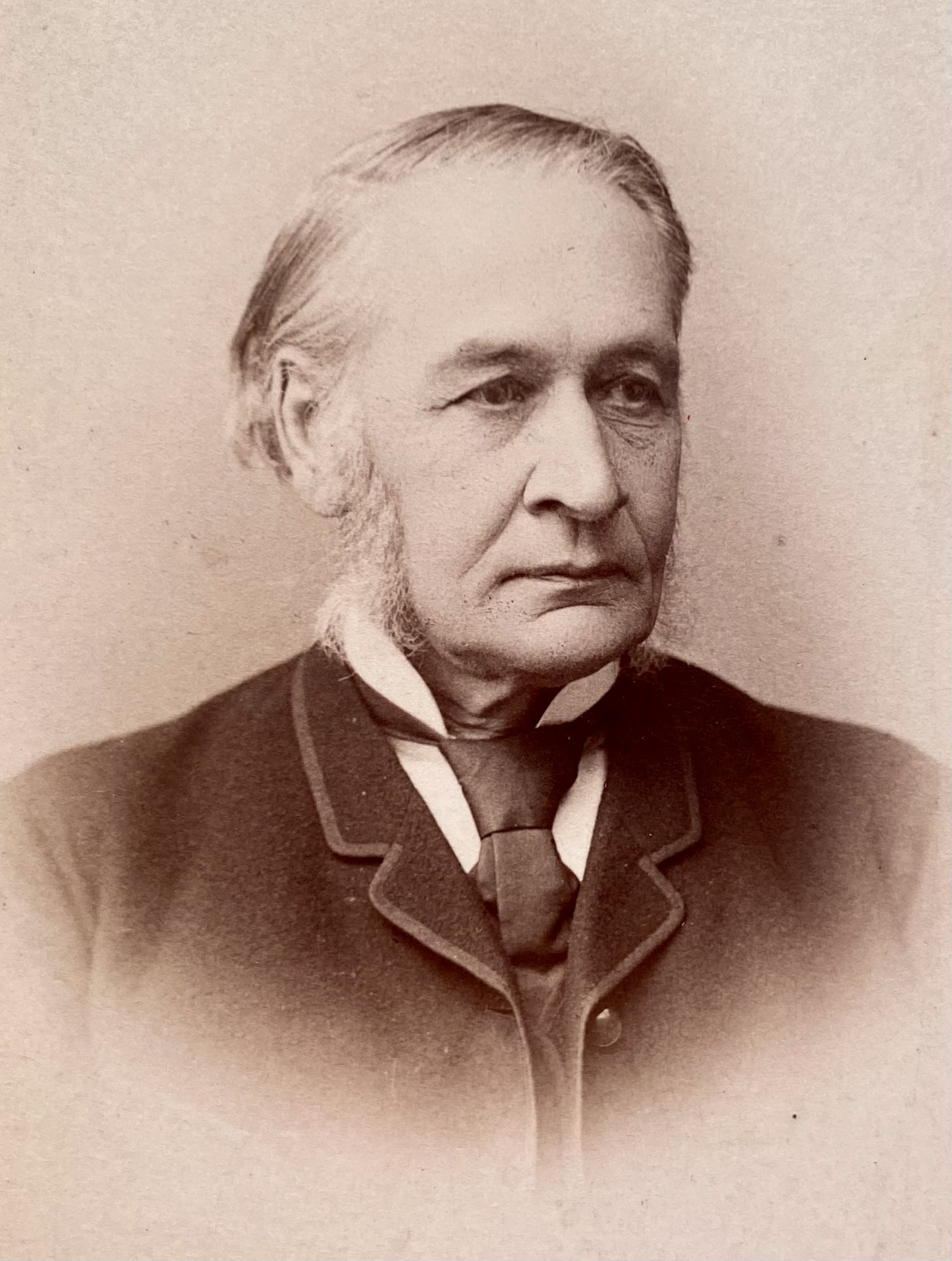
Johannes von Holst

Johannes von Holst (* 23. Februar 1823 in Fellin; † 8. Oktober 1906 in Freiburg im Breisgau) war ein deutsch-baltischer Gynäkologe.

## Leben

### Herkunft und Familie
Von Holst wurde 1823 als Sohn des Arztes und Stadtphysikus Heinrich von Holst, (1791–1833) und dessen Ehefrau Juliane Wilhelmine Rathlef (1801–1854) geboren.
Von Holst war in erster Ehe verheiratet mit Henriette Friederike Seeger (1825–1853) und in zweiter Ehe mit Julie Friederike Hetsch (1836–1897). Aus erster Ehe entstammten zwei Kinder, aus der zweiten sieben Kinder.

### Werdegang
Er besuchte das Gymnasium Birkenruh. Er studierte von 1841 bis 1846 an der Kaiserlichen Universität Dorpat Medizin, 1845 erwarb er sich die goldene Medaille bei der Bearbeitung der Preisaufgabe Über den mikroskopischen Bau des medizinischen Blutegels. Nach 1846 bestandenem Staatsexamen wurde er Assistent an der Frauenklinik zu Dorpat bei Piers Walter. In dieser Zeit schrieb er seine Dissertation De musculorum structura etc. observationes microscopicae und wurde im November 1846 promoviert. Bis 1847 blieb er Assistent an der Frauenklinik bei Walter und praktizierte zugleich in der Stadt. Dann reiste er nach Deutschland und setzte später seine Studien in Prag und Wien fort.
1848 kehrte er wieder nach Dorpat zurück und wurde wieder Assistent bei Walter, bald darauf auch außeretatsmäßiger Privatdozent (1848–1854), nebenbei praktizierte er. Da seine Privatpraxis bald sehr groß wurde, musste er die Assistentenstelle aufgeben und wurde freipraktizierender Arzt. 1859 wurde er zum ordentlichen Professor der Gynäkologie und Geburtshilfe berufen, 1861 auf Kronkosten auf vier Monate zu wissenschaftlichen Zwecken ins Ausland geschickt. Von 1868 bis 1871 war er Dekan der medizinischen Fakultät, 1878 wurde Holst auf fünf weitere Jahre als ordentlicher Professor gewählt. Er wurde 1883 emeritiert und wurde zum Ritter des Stanislausordens I. Klasse, Wirklicher Staatsrat und Excellenz ernannt.
Nach der Emeritierung praktizierte er einige Jahre in Dorpat, siedelte dann 1890 nach Jena und 1893 nach Marburg über, da seine Söhne dort studierten. 1899 ging er nach Freiburg, wo er am 21. Oktober 1906 infolge mehrerer Schlaganfälle mit anschließender Lungenentzündung starb. Begraben wurde er in Marburg neben seiner Frau. Er hat sich große Verdienste um die Wissenschaft erworben, besonders verdankt man zum großen Teile ihm (wie auch Bernhard Sigmund Schultze um 1864) den Ausbau und die allgemeine Anerkennung der bimanuellen Palpation der Beckenorgane, eines für die gynäkologische Diagnose heute unentbehrlichen Verfahrens.

## Schriften
- Der vorliegende Mutterkuchen nebst Untersuchungen über den Bau desselben usw. (Band 2 und 3 der Monatsschrift für Geburt und Frauenkrankheiten von Busch etc.)
- Aus der Praxis (über die Knikungen des Uterus, Skanzonis Beiträge 1858 III)
- Die Diagnose des rudimentären Uterus (Betschlers Beiträge II 1864)
- Über die doppelte Untersuchung im Allgemeinen etc. (Johannes Holsts Beiträge zur Gynäkologie und Geburtshilfe. Tübingen 1865). Zur Lehre von der Dysmenorrhöe
- Über die Retroversio uteri über die "Hebelpessarien"
- Zur Diagnose der Schwangerschaft, und sehr viele andere.